# 9680 Моліна
9680 Моліна (9680 Molina) — астероїд головного поясу, відкритий 22 жовтня 1960 року.
Тіссеранів параметр щодо Юпітера — 3,601.